# Opus Pandectarum Medicinae
L' Opus Pandectarum Medicinae o Liber cibalis et medicinalis Pandectarum o semplicemente Pandette è un dizionario dei semplici di origine vegetale e minerale, redatto nel 1317 da Matteo Silvatico, medico della scuola medica salernitana. L'opera fu dedicata al re di Napoli Roberto d'Angiò.

## Struttura dell'opera
Ogni voce delle pandette si apre con il nome del semplice e il sinonimo in latino, arabo e greco. Segue la descrizione morfologica tratta da autori classici (come Dioscoride o Serapione il giovane) o dall'esperienza del Silvatico. Quindi è descritta la complessione (ossia la natura del semplice)  e per concludere sono elencate le proprietà terapeutiche.

## L'importanza storica e scientifica delle Pandette
La descrizione morfologica di ogni vegetale riporta in maniera dettagliata le parti paragonando ogni organo a parti simili di piante note. Particolare attenzione viene dedicata alle radici e ai bulbi: spesso la loro forma influenza il nome che viene dato alla pianta, a differenza di quanto avverrà da Linneo in poi, quando sarà il fiore a influenzare la denominazione.
È particolarmente interessante il fatto che la stragrande maggioranza delle piante ha un nome di origine araba, seguono le piante con nome di origine greca e infine quelle con nomi di origine latina; inoltre è rilevante anche il numero di piante di origine esotica. È chiaro che Silvatico ha desunto le sue nozioni dalla tradizione della scuola medica salernitana che aveva fatto sue le conoscenze degli studiosi arabi e bizantini.

## Edizioni
Le Pandette furono redatte dal Silvatico come manoscritto dedicato a Roberto D'Angiò, re di Napoli. Nel XV secolo Angelo Catone Serapino, medico di Ferrante d'Aragona considerò l'opera interessante e, nel 1474, ne curò la prima edizione a stampa.
Nel 1500 l'opera fu ristampata più volte. Nell'edizione veneziana del 1523 si descrivono 721 voci di semplici: 487 vegetali, 157 minerali, 77 animali e 3 di natura non ben identificata. I 487 vegetali sono riportati con 1972 nomi con una media di 4 sinonimi per pianta.